# Бронепалубные крейсера типа «Фриан»
Бронепалубные крейсера типа «Фриан» — серия крейсеров 2-го класса французского флота, построенная в 1890-х гг. Стали первыми серийными французскими крейсерами 2-го класса, но всё равно несколько отличались друг от друга. Всего было построено 3 единицы: «Фриан» (фр. Friant), «Шаслу-Лоба» (фр. Chasseloup-Laubat), «Бюжо» (фр. Bugeaud). Свои названия они получили в честь трёх выдающихся французских военачальников: маршала Бюжо и генералов Шасслу-Лоба и Фриана.

## Конструкция

### Корпус
Крейсера типа «Фриан» имели типичный для французских кораблей того времени корпус — с очень длинным тараном в форме плуга. Борта были завалены внутрь, для улучшения обстрела орудий, размещённых по бортам.

### Силовая установка
Силовые установки на крейсерах имели существенные различия. «Бюжо» был оснащён 24 водотрубными котлами системы Бельвиля. На «Шаслу-Лоба» установили 20 котлов системы Никлосса, на «Фриане» 20 котлов системы Лаграфеля — Д’Аллеста (фр. Lagrafel–D'Allest). В сущности весь тип стал объектом эксперимента. Запас угля на крейсерах составлял 577 тонн.

### Бронирование
Крейсера типа «Фриан» получили бронирование по типичной французской системе. Броневая палуба проходила ниже ватерлинии и достигала на скосах толщины 80 мм. Над броневой палубой располагались коффердамы, межпалубное пространство было частично заполнено мелкими водонепроницаемыми отсеками. Лёгкое броневое прикрытие получили орудия и боевая рубка. Над энергетической установкой находилась ещё и тонкая противоосколочная палуба.

### Вооружение
Крейсер типа «Фриан» стали первыми французскими крейсерами, получившими на вооружение скорострельные пушки калибра 164 мм. 2 из них размещались в оконечностях, остальные 4 в традиционных для французских кораблей спонсонах.

## Служба
- «Фриан» — заложен в 1891 году, спущен в апреле 1893 года, в строю с августа 1895 года. К началу Первой мировой войны стал плавучей мастерской, в 1918 году превращён в плавбазу подводных лодок. Списан в 1920 году.
- «Шаслу-Лоба» — заложен в июне 1891 года, спущен 17 апреля 1893 года, в строю с 1895 года. В 1911 году был превращён в плавучую казарму, в 1913 году полностью разоружён. В годы Первой мировой войны использовался как дистилляционная станция на острове Корфу. Сдан на слом в 1920 году.
- «Бюжо» — заложен в августе 1887 года, спущен 23 июня 1891 года, в строю с 1893 года. Списан в 1907 году.[2]